# Pokonji Dol
Pokonji Dol est un îlot de Croatie, sur la mer Adriatique. Il fait partie de l'archipel des îles Infernales, au large de l'île de Hvar. Il en est l'îlot le plus oriental et commande le passage entre l'île de Hvar et les îles Infernales quand on vient de l'est, en direction du port de Hvar. Pour avertir les navires qui approchent de ce passage, un phare, construit en 1872, se dresse au centre de l'îlot. L'îlot a une forme circulaire et il est totalement aride.